# Adelbert Schulz

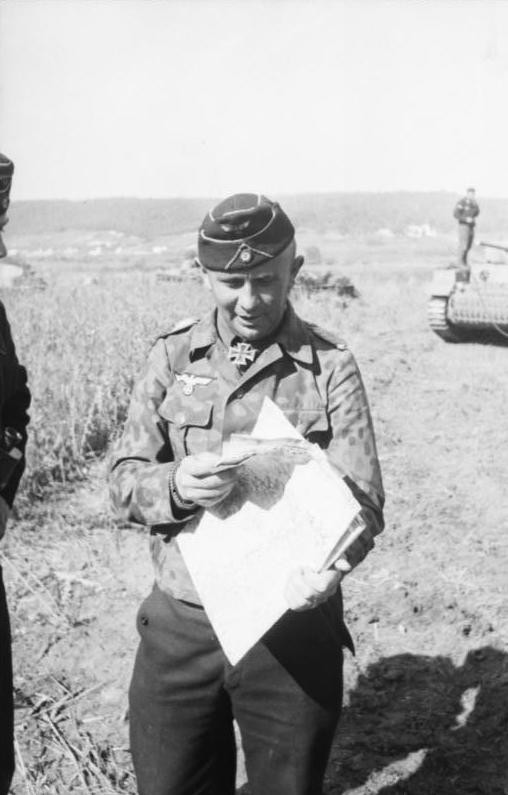
Adelbert Schulz (1943)

Adelbert Schulz (* 20. Dezember 1903 in Berlin; † 28. Januar 1944 bei Schepetowka, Sowjetunion) war ein deutscher Offizier, zuletzt Generalmajor sowie Divisionskommandeur der Wehrmacht. Sein Vorname wurde selbst in der Wehrmacht oft mit Adalbert angegeben, wie z. B. im Nachruf im Heeres-Verordnungsblatt vom 25. Februar 1944.

## Leben
Schulz absolvierte an dem Berliner Realgymnasium das Abitur und war dann als Bankangestellter tätig. Von 1923 bis 1924 besuchte er die Handelshochschule. Er trat 1925 als Polizeianwärter in die Polizei ein. 1927 wurde er zum Wachtmeister und 1934 zum Polizeileutnant befördert. Im Oktober 1935 übernahm die Wehrmacht ihn als Oberleutnant. Er wurde nun bis Juni 1940 als Kompanie-Führer eingesetzt und nahm 1938 an den Einmärschen nach Österreich und ins Sudetenland teil.
1940 erfolgte die Beförderung zum Hauptmann. Im Westfeldzug gegen Frankreich war er in der 7. Panzer-Division als Kommandeur einer Abteilung eingesetzt. Hier überrannte er mit seiner Kompanie belgische, französische und britische Stellungen und ermöglichte den Durchbruch nach Cherbourg am Ärmelkanal. Für diesen Einsatz erhielt er das Ritterkreuz des Eisernen Kreuzes.
Im Abschnitt der Heeresgruppe Mitte, im Raume von Klin, schlug Schulz als Panzerführer eine sowjetische Übermacht und deckte den Rückmarsch deutscher Truppen und den eines Feldlazaretts mit über 4.000 Verwundeten. Dafür wurde er am 31. Dezember 1941 mit dem Ritterkreuz mit Eichenlaub ausgezeichnet.
Im Januar 1942 wurde er zum Major befördert. Seit Januar 1943 diente er im Rang eines Oberstleutnants als Kommandeur des Panzerregiments 25. Am 6. August 1943 erhielt Schulz die Schwerter zum Ritterkreuz mit Eichenlaub und wurde wenig später zum Oberst befördert.
Am 14. Dezember wurde Schulz durch Funkspruch mit den Brillanten zum Ritterkreuz mit Eichenlaub und Schwertern ausgezeichnet und wurde zur Verleihung ins Führerhauptquartier befohlen. Schulz lehnte dies jedoch mit der Begründung ab, dass ein heftiger Abwehrkampf an der Ostfront stattfinde und er keine Zeit dafür habe. Die Auszeichnung wurde ihm am 9. Januar 1944 von Hitler im Führerhauptquartier überreicht und er mit sofortiger Wirkung zum Generalmajor und Kommandeur der 7. Panzer-Division befördert.
Schulz wurde an der Front von einem Granatsplitter getroffen und erlag wenig später seinen Verwundungen. Am 30. Januar 1944 wurde der Tod von Adelbert Schulz im Wehrmachtsbericht mit den Worten bekanntgegeben: „In diesen Kämpfen fand an der Spitze seiner Division, der vor wenigen Tagen vom Führer mit der höchsten Tapferkeitsauszeichnung beliehene Kommandeur einer Panzerdivision, Generalmajor Schulz den Heldentod. Mit ihm verliert das Heer einen seiner besten Offiziere, die Panzerwaffe einen vorbildlichen Kommandeur.“

## Sonstiges
Im Mai 2018 wurden bei einer Auktion vom Auktionshaus Andreas Thies Nürtingen in Kirchheim unter Teck vier Orden mit von Adolf Hitler signierten Verleihungsurkunden aus dem Nachlass von Schulz versteigert.
Für das Ritterkreuz des Eisernen Kreuz, mit Eichenlaub zum Ritterkreuz, und Schwertern und Brillanten wurden 1.100.000 Euro von einem Sammler aus dem deutschsprachigen Raum bezahlt. Dies war eines der höchsten Auktionsergebnisse für militärische Orden weltweit.

## Ehrungen
- Eisernes Kreuz (1939) II. und I. Klasse
- Ritterkreuz des Eisernen Kreuzes mit Eichenlaub, Schwertern und Brillanten[5]
  - Ritterkreuz am 29. September 1940
  - Eichenlaub am 31. Dezember 1941 (47. Verleihung)
  - Schwerter am 6. August 1943 (33. Verleihung)
  - Brillanten am 14. Dezember 1943 (9. Verleihung)

Von 1977 wurde die Schulz-Lutz-Kaserne der Bundeswehr in Munster nach Schulz und Oswald Lutz benannt. Am 18. September 2019 erfolgte die Umbenennung in Örtzetal-Kaserne.